# 泰鲁阿讷河畔孔日
泰鲁阿讷河畔孔日（法語：Congis-sur-Thérouanne，法語發音：[kɔ̃ʒi syʁ teʁwan] ⓘ）是法国法蘭西島大區塞纳-马恩省的一个市镇，属于莫城区。 

## 地理
泰鲁阿讷河畔孔日（49°0'25"N, 2°58'31"E）面积15.12 平方千米，位于法国法蘭西島大區塞纳-马恩省，该省份为法国北部内陆省份，北起瓦兹省，西接埃松省、马恩河谷省、塞纳-圣但尼省和瓦兹河谷省，南至卢瓦雷省，东南接约讷省，东临马恩省和奥布省，东北接埃纳省。
与泰鲁阿讷河畔孔日接壤的市镇（或旧市镇、城区）包括：勒普莱西普拉西、米尔蒂安地区特罗西、瓦雷德、埃特雷皮伊、热尔米尼莱维克、伊勒莱梅尔德斯、乌尔克河畔利济、马恩河畔马里。

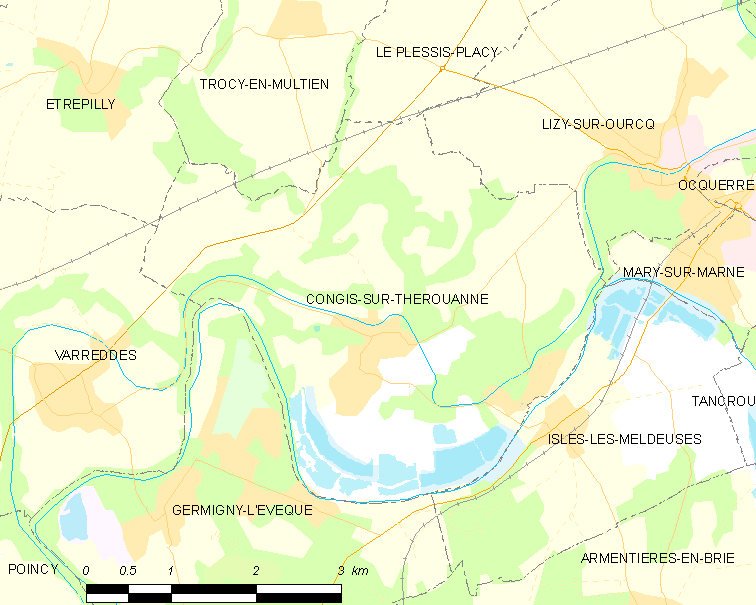
泰鲁阿讷河畔孔日的OSM定位图

泰鲁阿讷河畔孔日的时区为UTC+01:00、UTC+02:00（夏令时）。

## 行政
泰鲁阿讷河畔孔日的邮政编码为77440，INSEE市镇编码为77126。

## 政治
泰鲁阿讷河畔孔日所属的省级选区为拉费泰苏茹阿尔县。

## 人口

1962-2008年间泰鲁阿讷河畔孔日人口变化图示

泰鲁阿讷河畔孔日于2022年1月1日时的人口数量为1776人。